# Parc natural de ses Salines

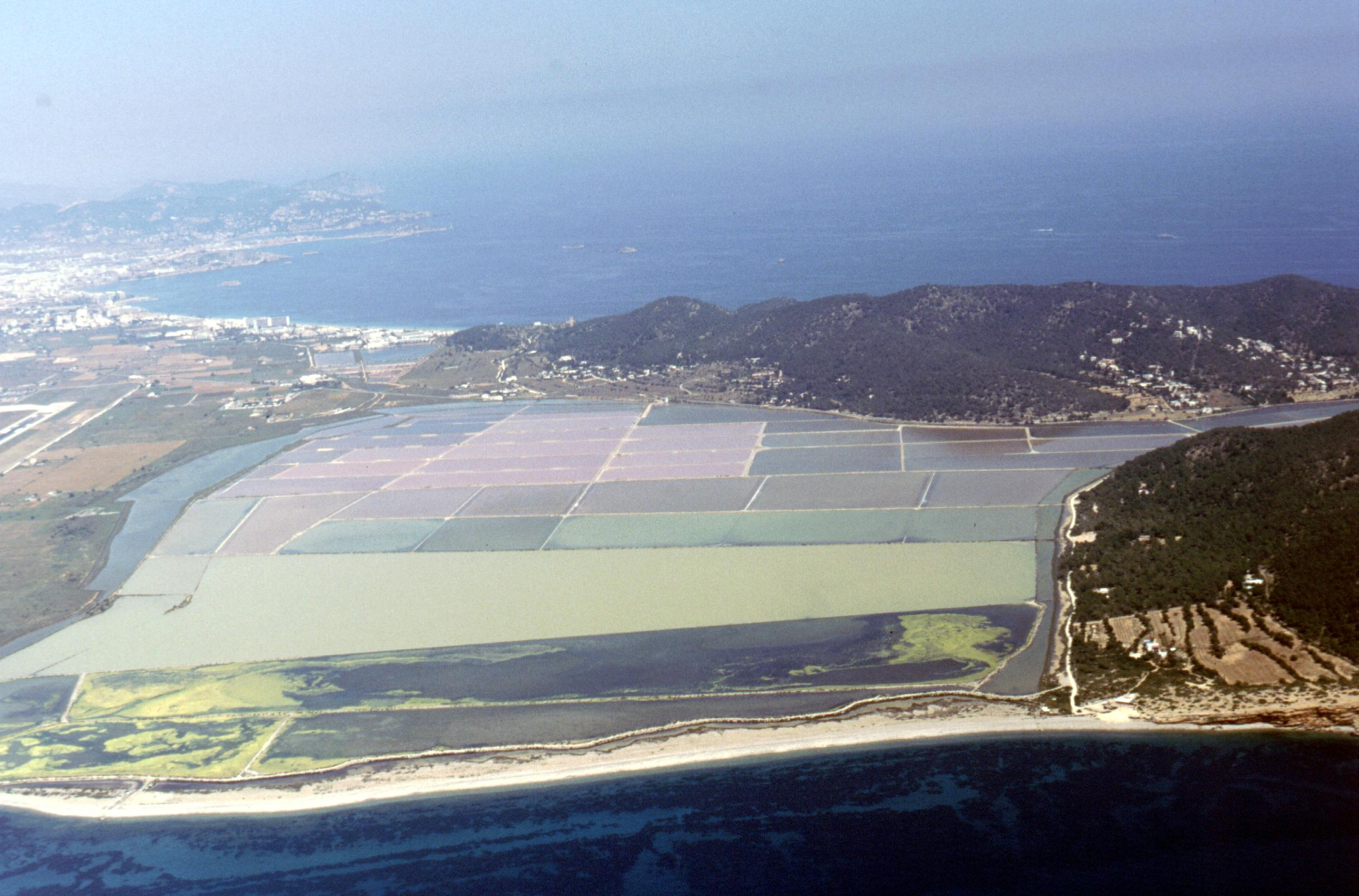
Vista aèria de les Salines d'Eivissa

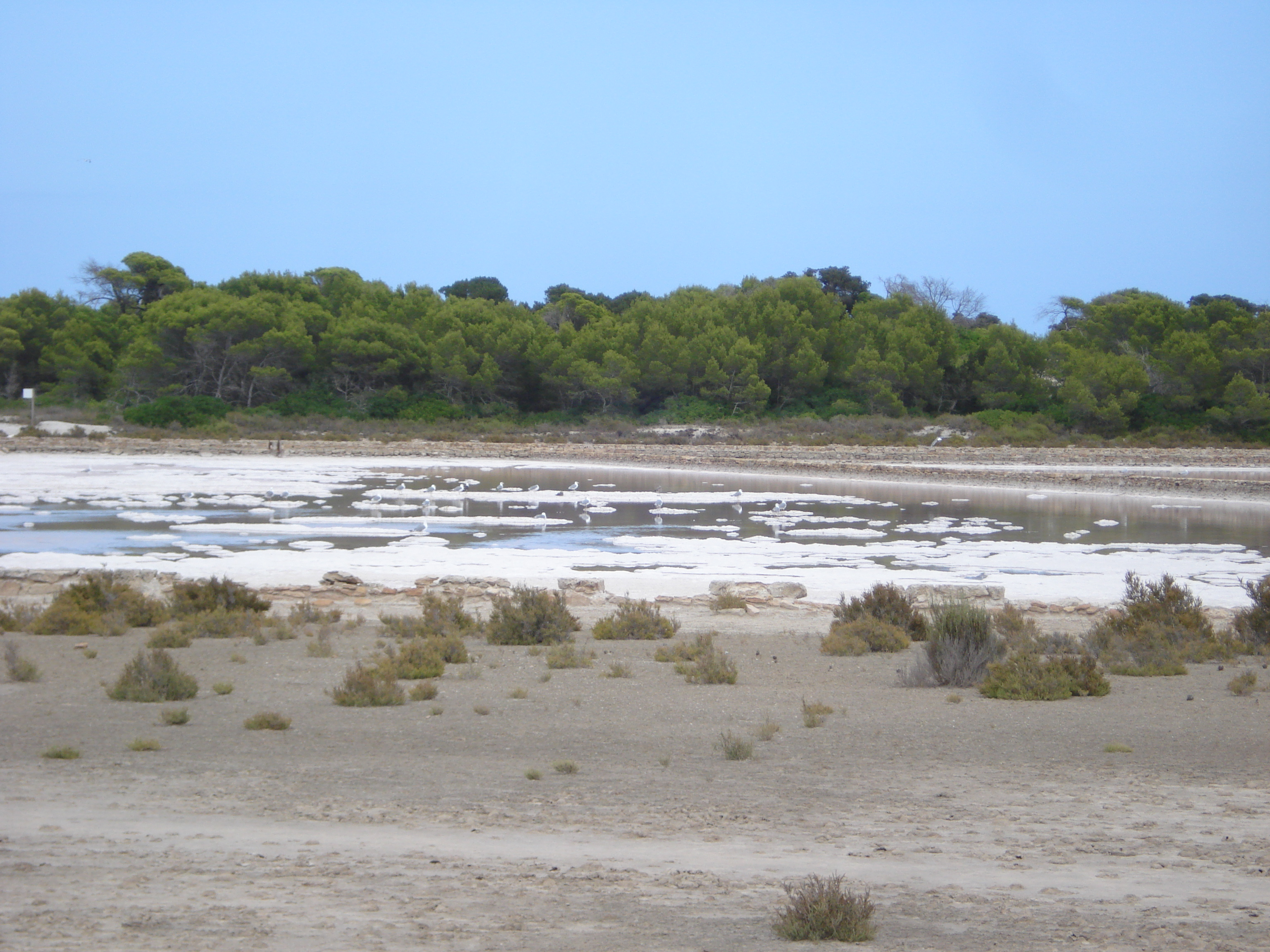
Ses Salines d'Eivissa.

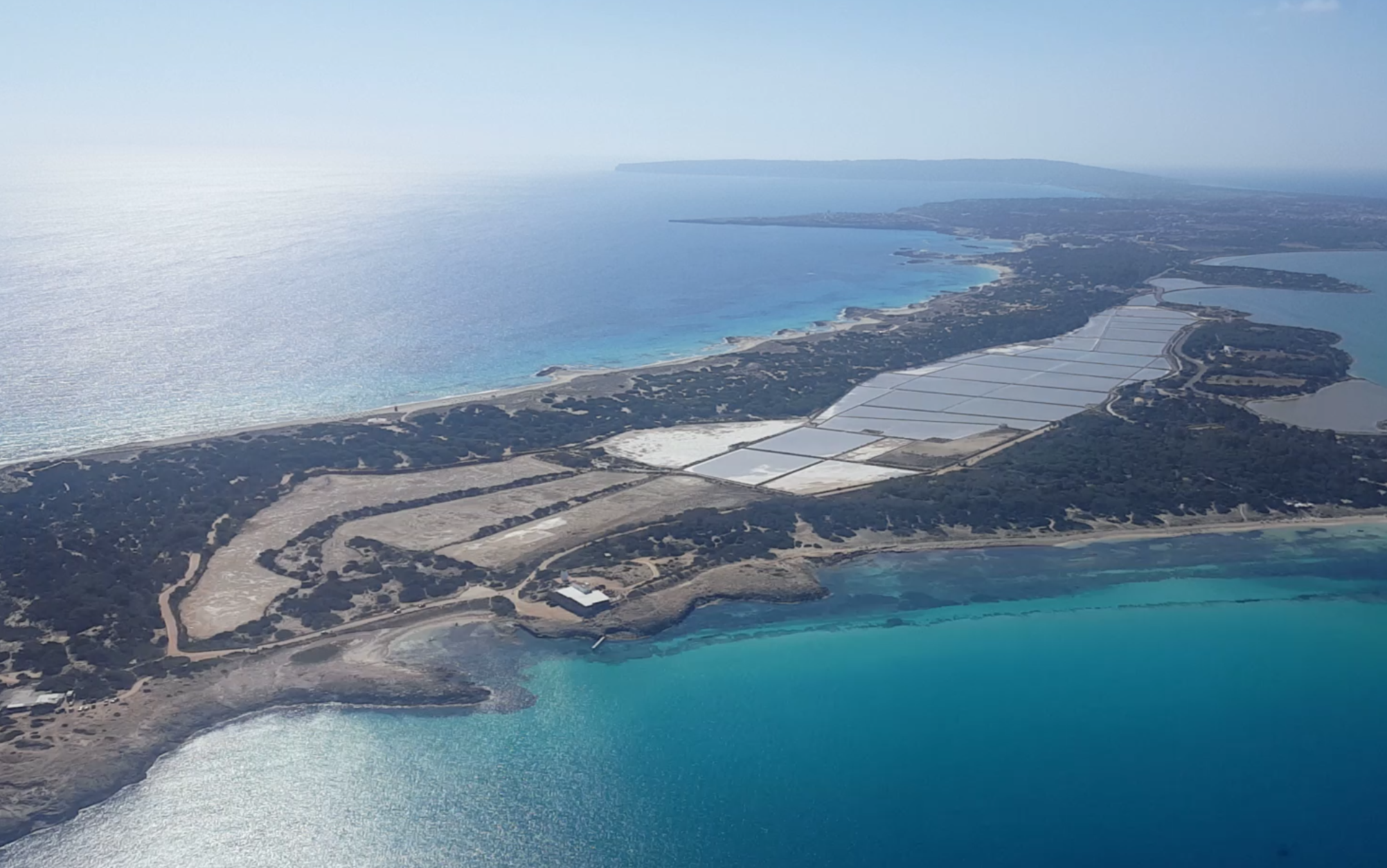
Vista aèria de les Salines de Formentera.

El Parc Natural de ses Salines d'Eivissa i Formentera és un espai natural protegit proclamat per llei del Parlament Balear des de l'any 2001.
El territori que abasta aquest parc natural és el d'unes 2.838 hectàrees de les antigues salines d'Eivissa, al poble de Sant Josep de sa Talaia, i de les salines de Formentera, més 13.000 hectàrees marines dels Freus que separen les dues illes.
Inclou pràcticament una representació de tots els ecosistemes que es troben a l'illa d'Eivissa amb especial menció dels aiguamolls.
Dins la fauna destaca l'ornitològica, en concret els flamencs hi viuen tot l'any.
Anteriorment a la declaració com a Parc Natural comptava amb les següents figures jurídiques de protecció mediambiental:
- Zona d'Especial Protecció d'Aus (ZEPA).
- Àrea Natural d'Especial Interès (ANEI) de la Llei d'Espais Naturals del Govern Balear.
- Zona humida dins el Conveni de Ramsar.
- Reserva natural des de 1995.
- Patrimoni de la Humanitat de la UNESCO (a partir de 1999) de les praderies oceàniques de posidònia entre Eivissa i Formentera.
- Xarxa Natura 2000 de la Unió Europea.

Durant més de trenta anys s'ha mantingut una polèmica (a nivell cívic i polític) entre els interessos turístics urbanitzadors de la zona i els de protecció mediambiental.

## Itineraris
- Camí de sa Guia - Es Trucadors
- Camí de s'Estany des Peix
- Camí des Brolls
- Can Marroig - Torre de la Gavina